# Museu dels Raiers de Coll de Nargó
El Museu dels Raiers és un museu situat a Coll de Nargó a la comarca de l'Alt Urgell que explica l'ofici de raier. El museu es troba a la capella del Roser, cal recordar que la Mare de Déu del Roser és la patrona dels raiers, a la localitat de Coll de Nargó.
El Museu dels Raiers fou inaugurat l'any 1998 i es troba integrat dins la Ruta dels oficis d'ahir, promoguda pel Consell Comarcal de l'Alt Urgell.

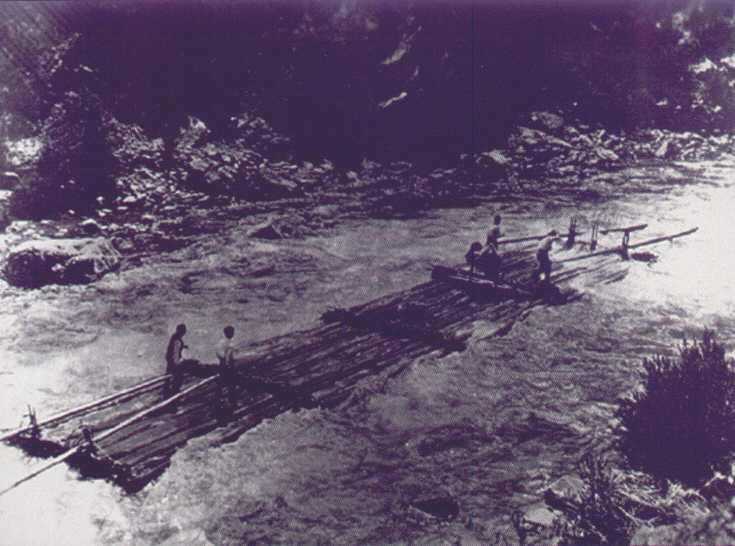
Rai de quatre trams baixant pel riu Segre, l'any 1927

Les condicions dels raiers eren força dures i perilloses, en una època que no existien els camions, i al riu Segre no hi havia embassaments, s'aprofitava el curs del riu per transportar els troncs, que alhora servien d'embarcacions.
Al museu s'hi poden trobar tota mena d'estris, imatges explicatives d'aquesta feina tant viva al seu temps, com ara perduda potser per sempre. L'últim rai que va baixar des de Nargó pel riu Segre fou el 1932, tot i que cada estiu, s'organitzen baixades de rais a Coll de Nargó, normalment el segon diumenge d'agost (des de 2008 se celebra el segon dissabte d'agost), d'aquesta forma es pot deixar entreveure per unes hores part d'aquest ofici que ha quedat ben gravat en el record col·lectiu, gairebé com un ritual antic.
A Catalunya els dos nuclis més importants de raiers van situar-se al Pont de Claverol (Pallars Jussà) a la conca del Noguera Pallaresa, i a Coll de Nargó, a la conca del riu Segre.